# Kinesiologi
Kinesiologi, från grekiskans ord 'kinesis' (rörelse) är vetenskapen om människans rörelser. Den använder grundläggande principer inom anatomi, fysiologi och medicin för att analysera, bevara och förbättra människans rörlighet och funktion.

## Historia
Kinesiologi (kinesiology) utvecklades från den klassiska svenska medicinska gymnastiken, som då kallades för Rörelselära, och traditionell svensk sjukgymnastik. Kinesiologin lärdes ut under cirka 100 år, från början av 1800-talet till början av 1900-talet, på Gymnastiska Central Institutet (GCI) i Stockholm.  
Den ursprungliga termen är kinesiology som skapades 1854 av professor Carl August Georgii, huvudlärare i kinesiologi och rörelselära på GCI i Stockholm.
Ordet kinesiology myntades för att användas som benämning på den svenska rörelseläran (medicinsk gymnastik) när den spreds i Europa och USA.
Termen "kinesiology" översattes sedan till svenska 1858 av rektorn på GCI, professor Lars Gabriel Branting.

## Traditionell kinesiologi
Rörelseläran utvecklades på GCI i Sverige, med början 1813 och under cirka 100 år framåt till början av 1900-talet.
Rörelseläran kinesiologi omfattade nästan 2 000 olika medicinska gymnastiska rörelser och massageterapeutiska behandlingar, vilka användes för att lindra besvär men påstods även kunna bota flera olika sjukdomar. Utövarna var legitimerade sjukgymnaster från GCI, svenska läkare från Karolinska Institutet med specialistutbildning i medicinsk gymnastik, samt utländska läkare på besök i Sverige.

## Akademisk kinesiologi

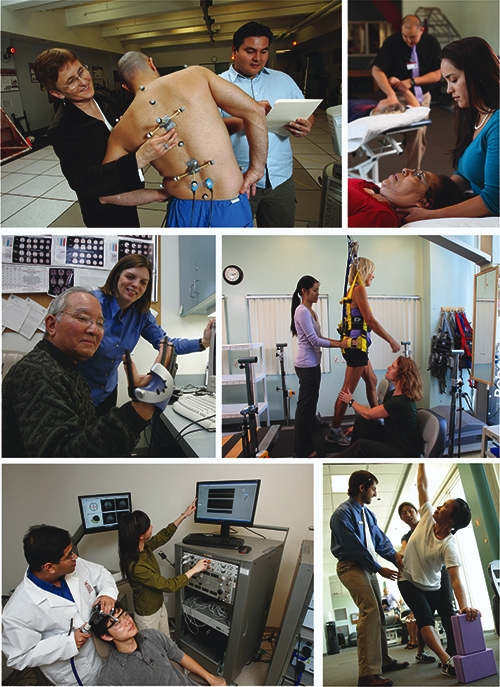
Forskning och träning i akademisk kinesiologi

Den svenska rörelseläran kinesiologi exporterades med svenska sjukgymnaster från Sverige till USA (New York och Boston) med början 1860.
I början av 1900-talet i USA försvann och avvecklades efter hand den grundläggande och ursprungliga betydelsen och de terapeutiska metoderna inom kinesiologin. Kvar blev ett akademiskt ämne som också kallas för kinesiologi, men som inte längre syftade till att läka människor från sjukdomar och besvär, utan nu uteslutande studerade människans rörelser utifrån en strikt vetenskaplig biomekanisk synvinkel.
Under 2000-talet har den akademiska kinesiologin utvecklats från motorisk kontroll, biomekanik, idrottsmekanik, rehabiliteringsmedicin och ergonomi till att idag även omfatta fysioterapi, styrketräning, massage, sport- och idrott och idrottsfysiologi.
Inom akademisk kinesiologi använder man diagnostiska redskap som elektromyografi (EMG).

## Komplementärmedicinsk kinesiologi
Under 1960-talet skapades den komplementärmedicinska metoden kinesiologi av amerikanska kiropraktorer, även kallad tillämpad kinesiologi.Därefter har olika alternativmedicinska terapier vidareutvecklat kinesiologin till att idag omfatta ett 100-tal olika specifika metoder inom kiropraktik, medicinsk massageterapi, akupunktur, näringsterapi, psykoterapi, etc.
Den komplementärmedicinska metoden kinesiologi knyter an till den ursprungliga medicinska tillämpningen av ordet och arbetar terapeutiskt för att påverka rörelseapparaten (muskler och leder), men även för att få en neurofysiologisk effekt i de inre organens funktion.
Inom den komplementärmedicinska kinesiologin använder man sig av manuell muskeltestning MMT, en muskulär undersökningsmetod som först utarbetades av sjukgymnaster på GCI i Sverige.
Den komplementärmedicinska kinesiologin arbetar inte för att bota sjukdomar, utan utövar friskvård och hälsovård.

## Yrkesmässig kinesiologi
Även om ordet "kinesiologi" myntades i Sverige 1858, fanns det under 1800-talet aldrig någon yrkesgrupp som kallades för kinesiolog. 
Yrket kinesiolog startade i Stockholm allra första gången höstterminen 1988 (utbildningen var då 1 termin på heltid). Därefter har olika skolor i Sverige utbildat kinesiologer som uteslutande arbetar med komplementärmedicinsk kinesiologi . En svensk kinesiolog har oftast en utbildning på deltid över 1-2 år, totalt ca 500 timmars lärarledd utbildning i anatomi, rörelselära, manuell muskeltestning, akupunktur/meridianterapi, kost- och näringsterapi m.m. . En kinesiolog behandlar inga sjukdomar, utan gör medicinsk behandling med hälsovård och friskvård.
Det enda landet i världen där kinesiolog är ett legitimerat yrke är Kanada, där utövare av akademisk kinesiologi har yrkestiteln kinesiologist. (I Chile används termen kinesiólogo för fysioterapeuter.)